# Tous cobayes ?
Pour plus de détails, voir Fiche technique et Distribution.
Tous cobayes ? est un documentaire français produit par la société J+B Séquences, écrit et réalisé par Jean-Paul Jaud.

## Synopsis
Tous cobayes ? se compose de deux volets. Le premier volet montre la supposée dangerosité d'une alimentation contenant des organismes génétiquement modifiés (OGM) alors que le second expose les risques engendrés par les centrales nucléaires. Le film tente de montrer que l'Homme s'est approprié ces technologies sans tests sanitaires ni environnementaux approfondis alors que la contamination irréversible du vivant est réelle. Le film pose la question « Serions-nous tous des cobayes ? ».
En ce qui concerne le volet OGM, le film s'appuie sur l'étude menée sur des rats de laboratoire et dévoilée en 2012 par le professeur Gilles-Éric Séralini, au sein du Comité de recherche et d'information indépendantes sur le génie génétique (CRIIGEN), qui représente à ce jour selon ses auteurs la plus longue étude de consommation d'un OGM agricole (le NK 603) avec le pesticide Roundup. Cette étude a par la suite fait l'objet d'une controverse médiatique et scientifique, l'affaire Séralini, qui a mené à la rétractation de l'article en novembre 2013 pour être publiée  à nouveau dans une version légèrement remaniée le 24 juin 2014. Cette seconde version toutefois présente les mêmes faiblesses et défauts conceptuels que la première, et est également rejetée par la communauté scientifique. A l'initiative de la Commission Européenne fut lancé le projet GRACE (GMO Risk Assessment and Communication of Evidence), afin de répondre à l'affaire Séralini. Ces études menées dans des laboratoires publics ont toutes démenti les résultats de G-E Séralini. 
Le volet nucléaire s'appuie principalement sur les dégâts écologiques, matériels et humains des accidents nucléaires de Tchernobyl (avril 1986) et de Fukushima (mars 2011).

## Fiche technique
- Réalisation : Jean-Paul Jaud
- Musique : Gabriel Yared
- Production : J+B Séquences (Béatrice Camurat Jaud et Jean-Paul Jaud)
- Genre : documentaire
- Date de sortie : 26 septembre 2012